# Roberto Faenza
Roberto Faenza (* 21. února 1943, Turín, Itálie) je italský filmový režisér a scenárista.

## Filmografie, výběr
- Případ nevěrné Kláry - org. Il Caso dell'infedele Klara (2009)
- Strážce duše - org. Prendimi L'anima (2002)